# Scheidel
Scheidel (en luxemburguès: Scheedel; en alemany: Scheidel) és una vila de la comuna de Bourscheid situada al districte de Diekirch del cantó de Diekirch. Està a uns 32 km de distància de la ciutat de Luxemburg.